# Astragalus vagus
Astragalus vagus es una especie de planta herbácea perteneciente a la familia de las leguminosas. Es originaria de Sudamérica
Es una planta herbácea perennifolia originaria de Sudamérica, donde se encuentra en Argentina y Chile.

## Taxonomía
Astragalus vagus fue descrita por  Karl Friedrich Reiche y publicado en Anales de la Universidad de Chile 97: 563. 1897.
Etimología
Astragalus: nombre genérico derivado del griego clásico άστράγαλος y luego del Latín astrăgălus aplicado ya en la antigüedad, entre otras cosas, a algunas plantas de la familia Fabaceae, debido a la forma cúbica de sus semillas parecidas a un hueso del pie.
vagus: epíteto latíno que significa  "errante, inestable".
sinonimia
- Astragalus echegarayi Hieron.
- Astragalus macrophysus var. robustus (Phil.) Reiche
- Astragalus san-romani Reiche
- Astragalus striatus var. echegarayi (Hieron.) Hosseus
- Phaca san romani Phil.
- Phaca vaga Clos